# 奥列尔·杜马
奥列尔·杜马（羅馬尼亞語：Aurel Duma；1919年7月25日—1993年），罗马尼亚共产党中央政治执行委员会委员、中央书记处书记，罗马尼亚驻中华人民共和国大使。